# Tiziana Panizza
Tiziana Panizza Montanari (Santiago, 1972) es una documentalista, realizadora de televisión, investigadora y profesora chilena.

## Trayectoria
Licenciada en Periodismo por la Universidad Gabriela Mistral (1997) se formó posteriormente en Inglaterra y Cuba, es Magíster en Art and Media Practice por la Universidad de Westminster en Inglaterra con una beca  (2002-2004) y estudió cine documental en la Escuela Internacional de Cine y Televisión en Cuba (2011) con una beca Ibermedia.  En la actualidad es profesora de la Universidad de Chile en el Instituto de la Comunicación e Imagen.
Entre sus películas están la trilogía Cartas Visuales, compuesta por los cortometrajes Dear Nonna: a film letter (2005), Remitente: una carta visual (2008) y Al Final: la última carta (2012) y la trilogía Bitácora Visual, integrada por Tierra en Movimiento (2014), Tierra Sola (2017) y Tierra Incógnita (en progreso),  y el largometraje 74 metros cuadrados (2012).
Su trabajo ha sido exhibido en FIDMarseille, Visions Du Réel, Festival de cine latinoamericano de Toulouse, European Media Art Festival, Fidocs, Bafici, Bienal de Vídeo y Nuevos Medios, Torino Film Festival. 
También es realizadora de televisión trabajando en series para Discovery Channel y Travel Channel y en programas culturales como El Show de los Libros y Cine Video para Televisión Nacional de Chile además de series documentales como Testigo y Un Día para Canal 13.

## Tierra sola
Panizza es especialmente conocida por sus trabajos sobre la Isla de Pascua donde viajó por primera vez en 1999. Apoyada por el cineasta rapanui Leo Pakarati pudo conversar con la población y profundizar sobre la prohibición de salir del territorio durante décadas, la colonización cruel que esclavizó a la población y el expolio cultural de los Moái. Durante cinco años realizó un trabajo de recopilación de documentales filmados en la Isla de Pascua. Logró localizar 32 incorporados en el documental Tierra sola (2017).

## Premios y reconocimientos
Ha obtenido reconocimientos en el Festival Internacional de Documentales de Santiago, Torino Film Festival, Bienal de Video y Nuevos Medios y el Premio Pedro Sienna, entre otros. Obtuvo la beca de artista residente en la Fundación Rockefeller en el Bellagio Center en Italia y el Proyecto A, residencia para artistas en Antártica del Consejo Regional de la Cultura de Magallanes.